# Khu neo đậu tránh trú bão ở Hồng Kông

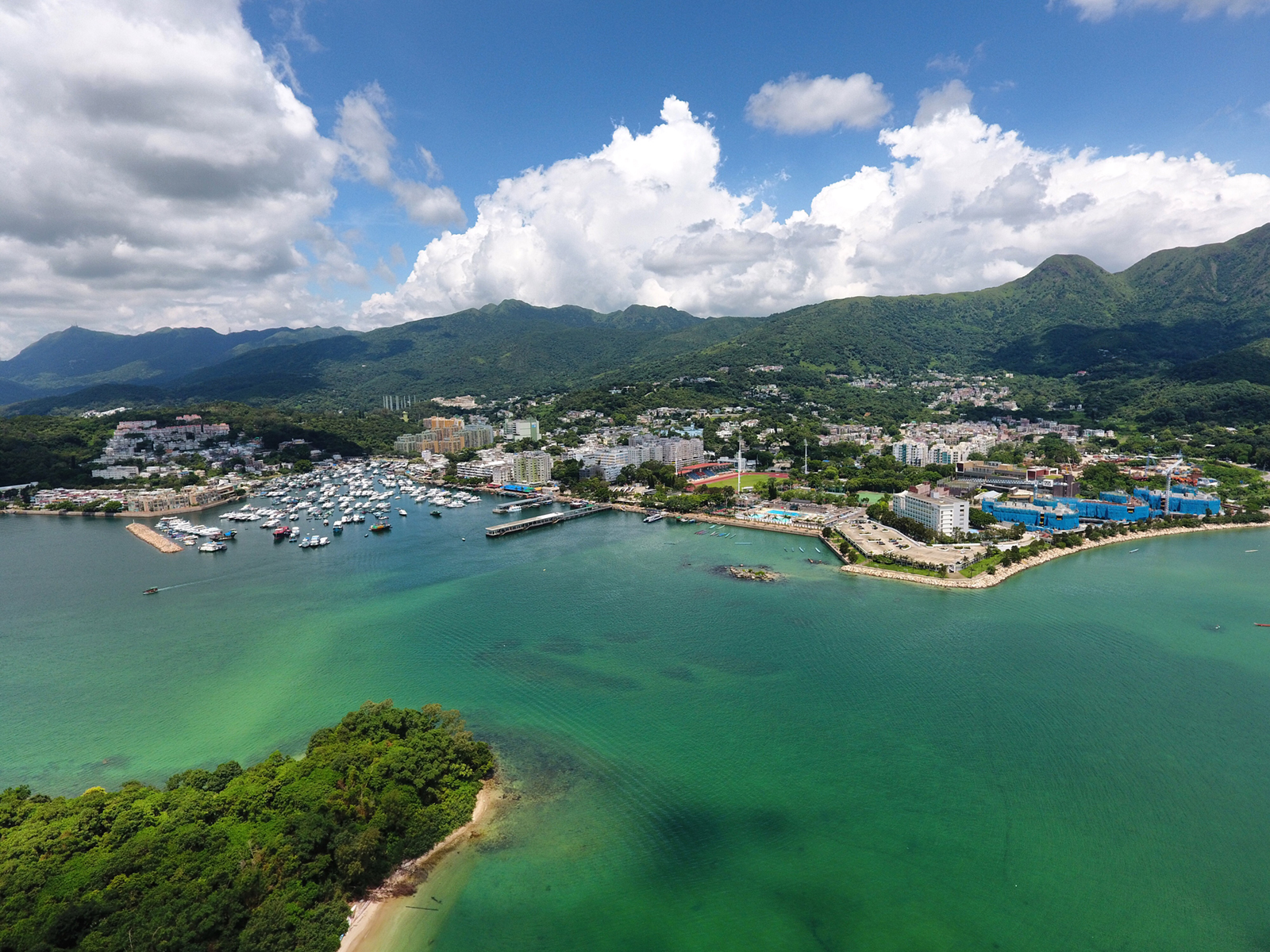
Khu neo đậu tránh trú bão ở thị trấn Tây Cống

Khu neo đậu tránh trú bão cho tàu cá (tiếng Trung: 避風塘; Hán-Việt: Tị phong đường) là nơi các tàu thuyền có thể tạm trú khỏi bão ở Hồng Kông. Chúng thường nằm trong vịnh hoặc bến cảng. Bên cạnh đó, khu trú ẩn cũng được sử dụng để neo đậu tàu cá (như khu trú bão Causeway Bay) và xếp dỡ hàng hóa. Tại Hồng Kông, khu trú ẩn bão đầu tiên được xây dựng là khu neo đậu tránh trú bão Causeway Bay, được hoàn thành vào năm 1883, sau đó là Du Ma Địa, khánh thành năm 1915.

## Cuộc sống tại khu trú ẩn

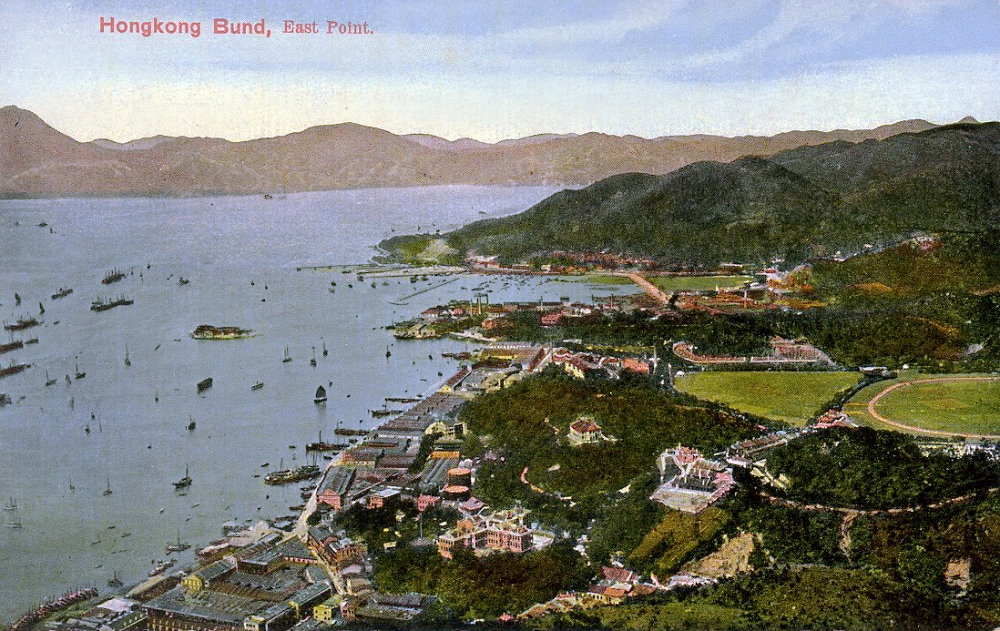
Vị trí vịnh lõm là khu neo đậu tránh trú bão Causeway Bay năm 1900

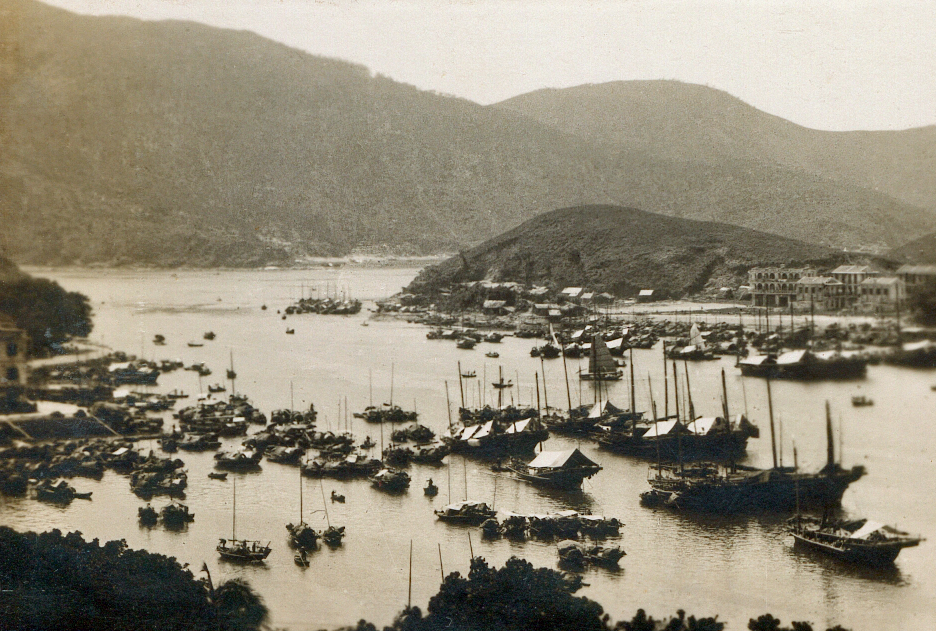
Khu neo đậu tránh trú bão Aberdeen vào thập niên 1930

Trước những năm 1990, một lượng lớn dân cư đã sống trên những chiếc thuyền trong những khu neo đậu và nhiều người trong số họ là con cháu của dân chài hay người Đản Gia. Họ đã thiết lập một nền văn hóa nước khác với văn hóa chính thống được tìm thấy ở Hồng Kông. Văn hóa, theo nhiều định nghĩa, là một nền văn minh được phát triển đầy đủ, với ngôn ngữ riêng, các nghi lễ đám cưới và những thứ khác như thức ăn, những điệu hát và tập tục mê tín dị đoan. Món ăn phong cách Trung Quốc nổi tiếng "cua chiên tị phong đường" là một thức ăn có nguồn gốc từ khu neo đậu tránh trú bão của Hồng Kông.
Nhưng trên thực tế, những năm đầu của cư dân nơi trú ẩn, nhiều người trong số họ không thể trả tiền thuê nhà đất, nên họ đã cư trú trong những phòng nhỏ được xây dựng trên thuyền. Phần lớn là những người tị nạn từ các tỉnh khác đến Hồng Kông sau năm 1949 để thoát khỏi chế độ cộng sản, có một cuộc nghiên cứu liên quan đến điều này của một đơn vị độc lập trong chương trình truyền hình "Below the Lion Rock" của đài RTHK. Nổi bật nhất trong số đó là khu neo đậu tránh trú bão Sao Ky Loan, trên thực tế là phần mở rộng của sáu ngôi làng trên ngọn núi cùng tên. Ngọn lửa bùng phát gây ra hỏa hoạn trong lễ hội mùa xuân năm 1976. Hầu hết cư dân được tái định cư đến làng Hưng Hoa, Trại Loan. Một khu định cư nổi tiếng khác là khu tránh trú bão Du Ma Địa cũ, nơi hầu hết các hộ gia đình sống trên thuyền đến từ huyện Dương Giang.
Cuộc sống và văn hóa của họ có vẻ thú vị và hấp dẫn trong mắt công chúng. Tuy nhiên, phần lớn người dân vẫn chưa được biết sự nghèo đói cùng cực ở nơi đây. Do họ thường phải đi ra biển để đánh bắt cá, hầu hết con cái của các gia đình ngư dân không có cơ hội học tập. Điều này tạo ra nhu cầu về "trường học nổi", được điều hành bởi các tổ chức tôn giáo, nhằm cung cấp giáo dục cho trẻ em trong khu. Ngoài ra, sản lượng đánh bắt cá và thu nhập không ổn định khiến việc kiếm sống trở nên khó khăn. Sau đó, vì khó có thể đặt nhà vệ sinh xả nước và các chỗ thu gom rác đúng cách trên tàu, cùng với mật độ dân số trở nên dày đặc hơn, không khó để tưởng tượng được sự kém vệ sinh của khu tránh trú bão.

## Trong ẩm thực

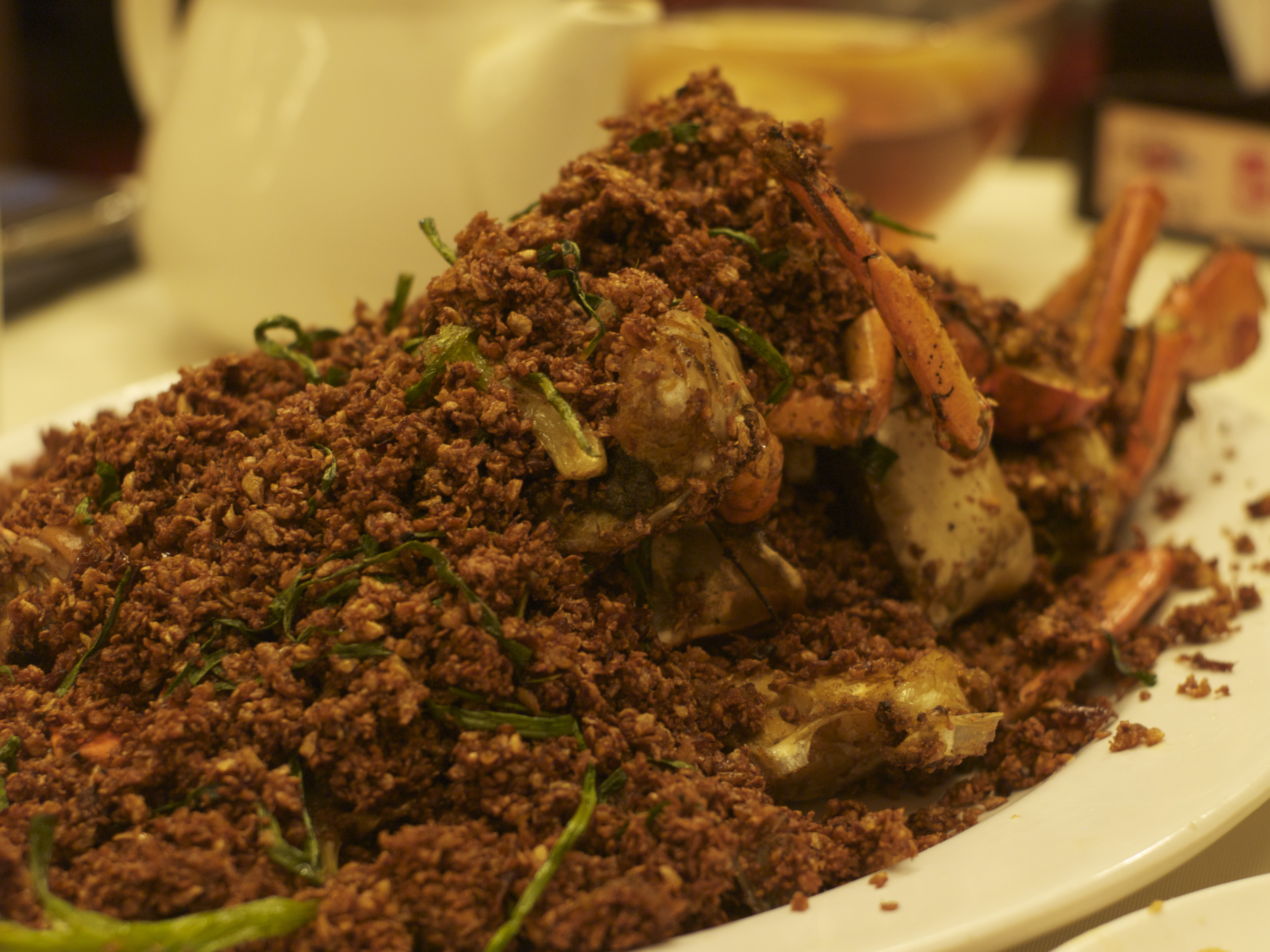
Món cua chiên tị phong đường tại một nhà hàng ở Hồng Kông

### Cua chiên tị phong đường
Cua chiên tị phong đường (tiếng Trung: 避風塘炒蟹; Hán-Việt: Tị phong đường sao giải; tiếng Anh: Typhoon shelter crab), là một món ăn được phục vụ trong nhiều nhà hàng Trung Hoa ở Hồng Kông, được cho là có nguồn gốc từ khu neo đậu tránh trú bão. Món này thường được chế biến từ thịt cua, tỏi, hành lá, ớt đỏ và đậu đen.

### Tôm chiên tị phong đường
Bên cạnh cua chiên, rất nổi tiếng trên toàn thế giới, còn có món tôm chiên theo phong cách khu tránh trú (tiếng Trung: 避風塘炒蝦; Hán-Việt: Tị phong đường sao hà; tiếng Anh: Typhoon shelter prawn), với tôm thì chủ yếu là tôm sú hoặc tôm tít – lựa chọn ưa thích thứ hai sau cua. Cách nấu tương tự như món cua chiên tị phong đường, trong đó tôm được chiên ngập dầu, xào với tỏi, gừng, hẹ, ớt khô và đậu đen.

## Hiện trạng
Hiện nay, địa vị của Hồng Kông với tư cách là một thành phố chài lưới không còn được như trước, con cháu của những người ngư dân dần chuyển vào sống trên bờ biển và cái được gọi là văn hóa "khu trú bão" nhanh chóng biến mất. Tuy nhiên, chức năng của các khu neo đậu tránh trú bão vẫn không thay đổi và sự tồn tại của chúng vẫn rất quan trọng đối với Hồng Kông. Một số nhà hàng nổi tiếng với món cua chiên đã chuyển cửa hàng đến bờ khu neo đậu và buôn bán tại đó.
Đồng thời, do môi trường sống tồi tàn trên thuyền, Hiệp hội nhà ở Hồng Kông đã xây dựng các thôn Ngư Quang ở khu Aberdeen, thôn Đối Diện Hải và Thúy Đường hoa viên ở quận Tây Cống để đưa những ngư dân vào bờ. Thự Nhà ở của chính phủ cũng đã xây dựng rất nhiều nhà ở công cộng cho các ngư dân. Thôn Đại Nguyên và Thái Hòa cũng có nhiều ngư dân ở Tam Môn Tể, trong khi làng Ngư Loan ở Trại Loan, Tam Thánh ở Đồn Môn và Thanh Y trên đảo Thanh Y cũng dành cho ngư dân. Tất cả được xây dựng để đưa người dân lên bờ do việc lấn biển.

## Vị trí

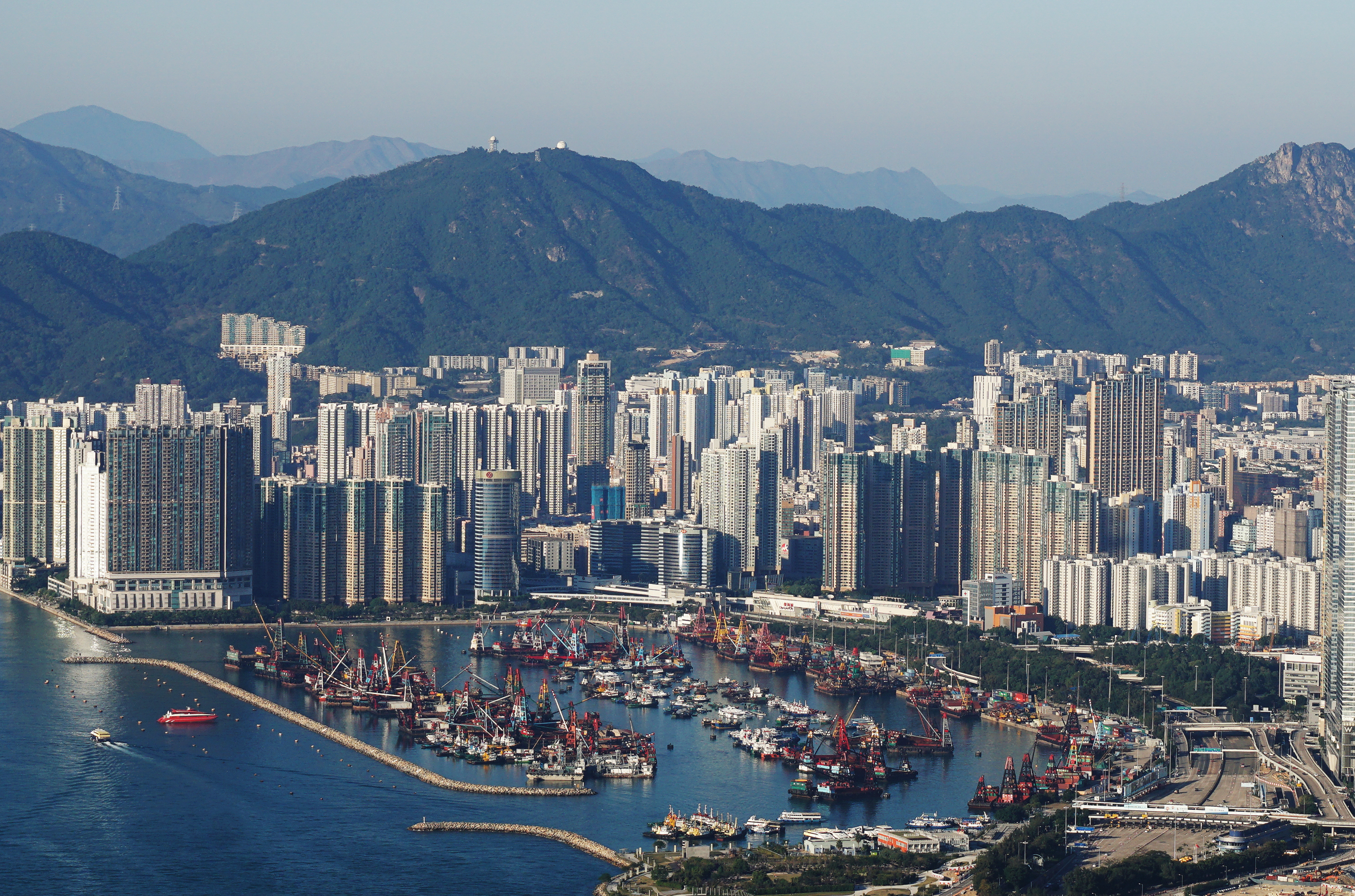
Không ảnh khu neo đậu Du Ma Địa ở Tây Cửu Long

Hiện tại có một số khu neo đậu tránh trú bão ở Hồng Kông, bao gồm: 
| Đảo Hồng Kông - Khu trú bão Aberdeen (香港仔避風塘) (Khu trú bão Aberdeen Nam và khu trú bão Aberdeen Tây) - Khu trú bão Causeway Bay (銅鑼灣避風塘) - Khu trú bão Sao Ky Loan (筲箕灣避風塘) | Cửu Long - Khu trú bão Cửu Long Loan (九龍灣避風塘) - Khu trú bão Du Ma Địa (油麻地避風塘) (Khu trú bão Du Ma Địa mới) - Khu trú bão Quan Đường (觀塘避風塘) - Khu trú bão Thổ Qua Loan (土瓜灣避風塘) - Khu trú bão Tam Gia Thôn (三家村避風塘) (Tửu Loan) | Tân Giới - Khu trú bão Diên Điền Tể (鹽田仔避風塘) - Khu trú bão Đồn Môn (屯門避風塘) - Khu trú bão Hỉ Linh Châu (喜靈洲避風塘) - Khu trú bão eo biển Lam Ba Lặc (藍巴勒海峽避風塘) (Môn Tể Đường) - Khu trú bão Thuyền Loan (船灣避風塘 - Khu trú bão Trường Châu (長洲避風塘) - Khu trú bão thị trấn Tây Cống (西貢市避風塘) |

## Hình ảnh

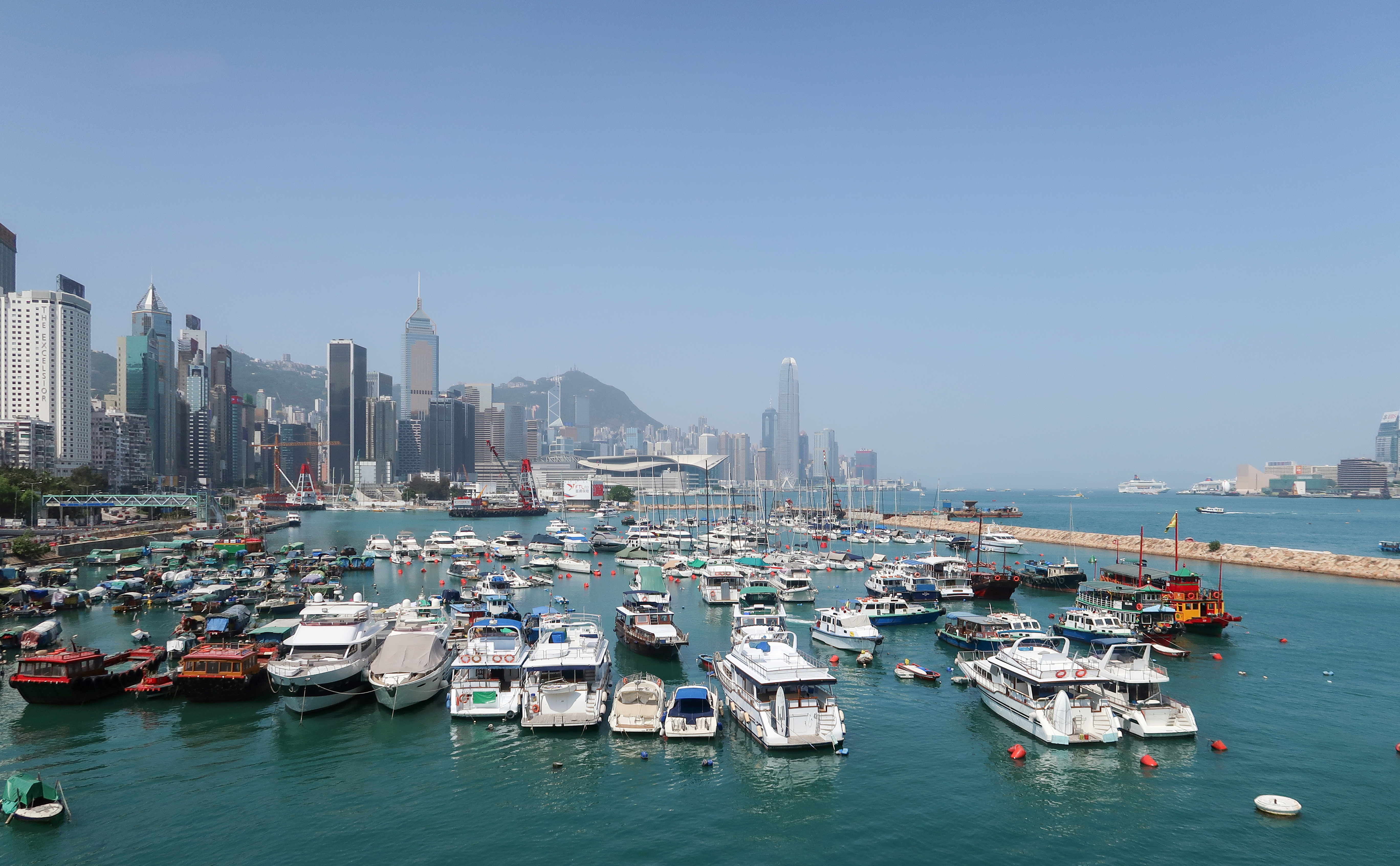
Khu neo đậu tránh trú bão Causeway Bay
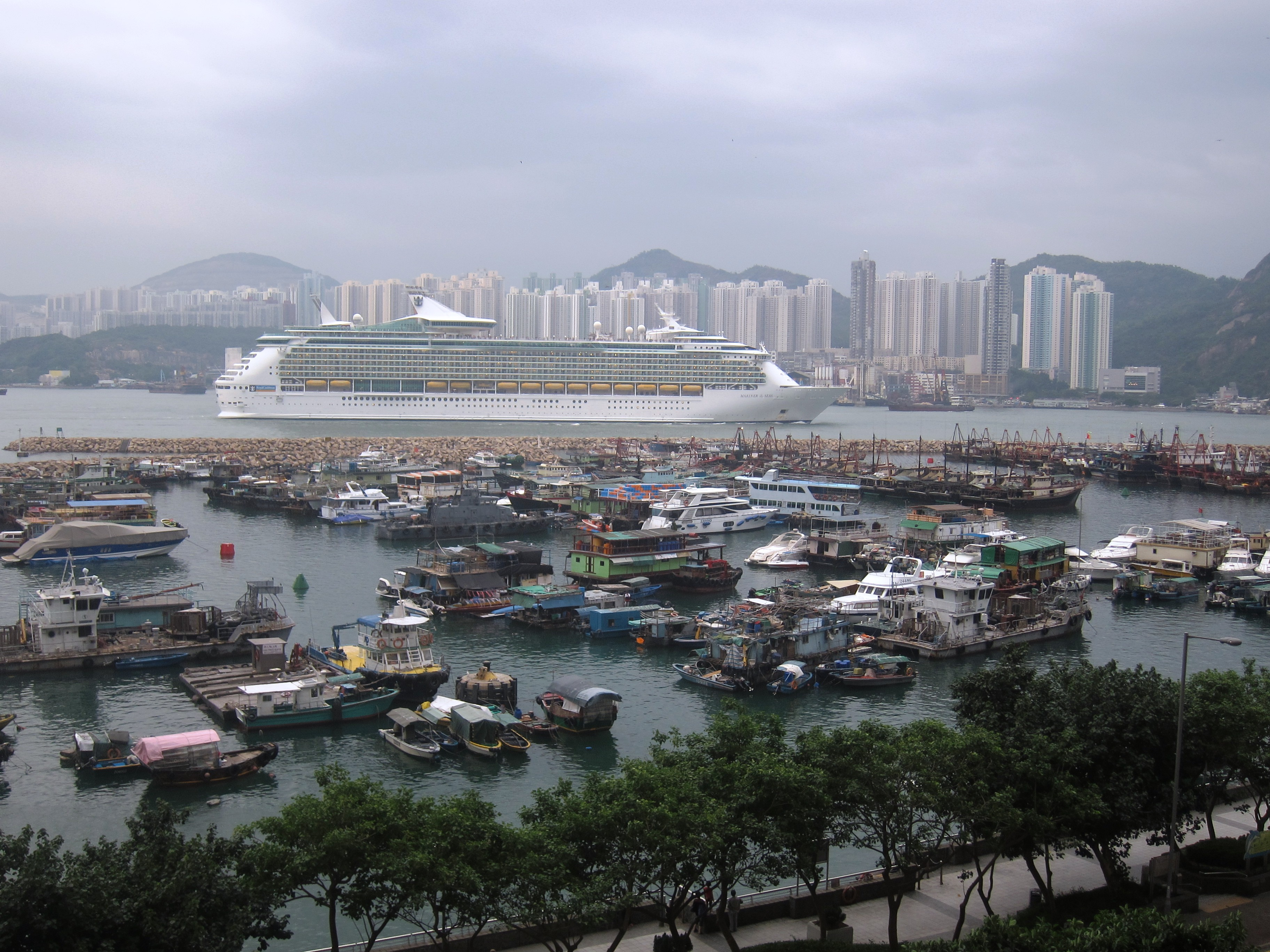
Khu neo đậu tránh trú bão Sao Ky Loan
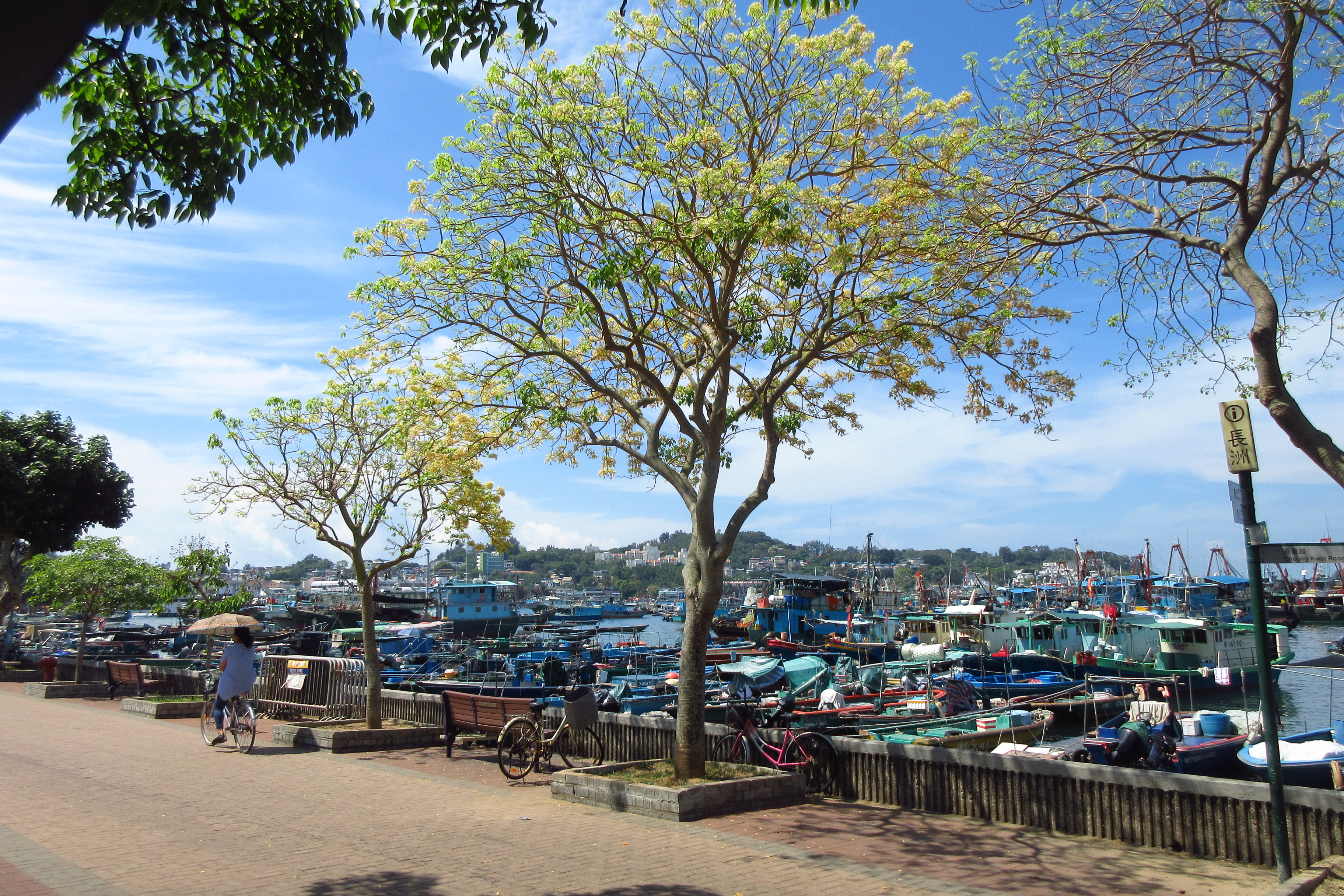
Khu neo đậu tránh trú bão Trường Châu
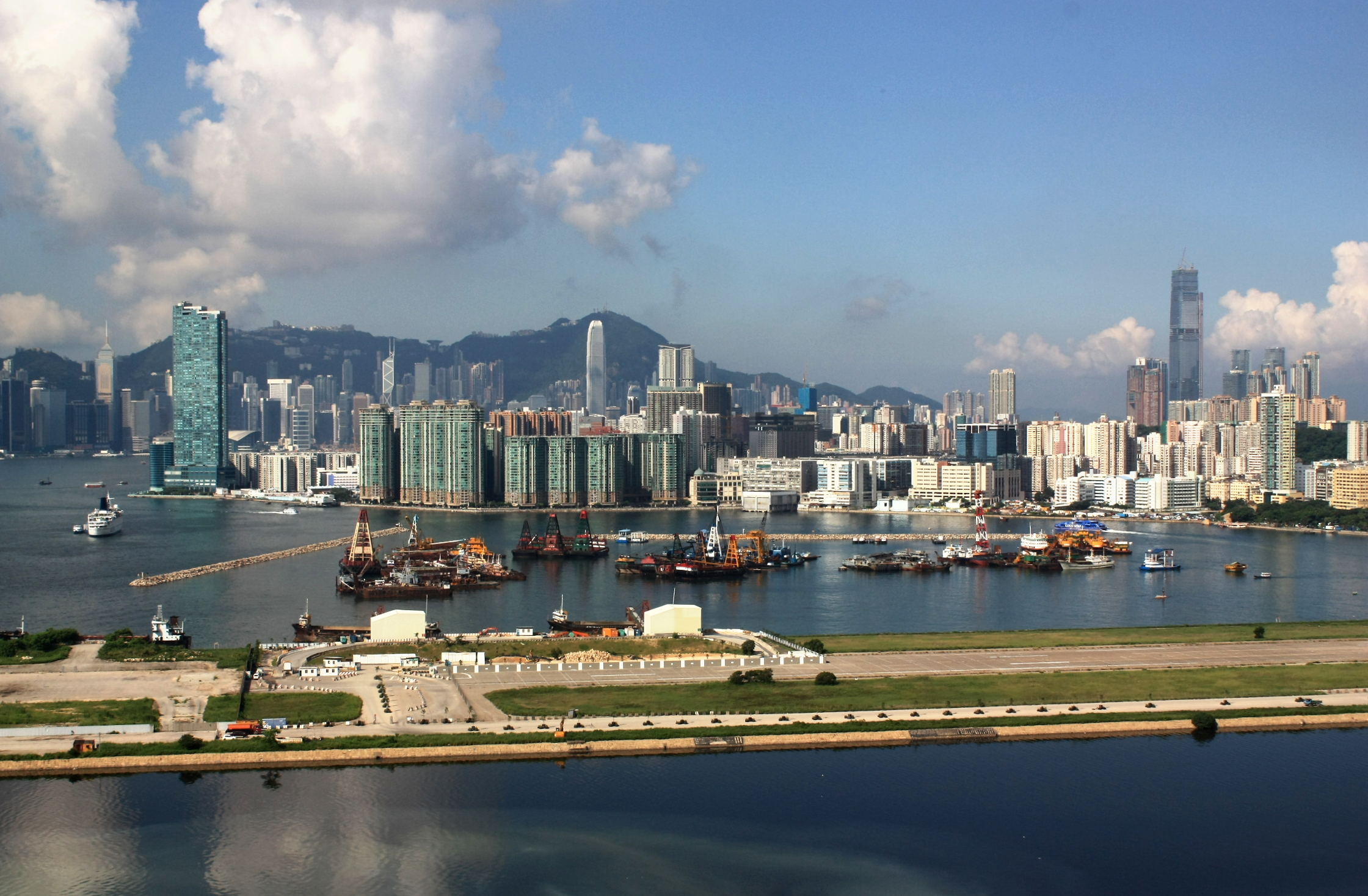
Khu neo đậu tránh trú bão Thổ Qua Loan